# Chen Xinhua
Chen Xinhua (Fujian; 30 de enero de 1960) es un deportista profesional de tenis de mesa chino, ganador de la Copa del Mundo en el año 1985, en Foshán.
Chen también ganó el Campeonato Mundial de Tenis de Mesa con la selección china en dos ocasiones, en 1985 en Gotemburgo, y en 1987 en Nueva Delhi.